# Cyrus Christie
Cyrus Sylvester Frederick Christie (Coventry, 1992. szeptember 30.) angol születésű ír válogatott labdarúgó, aki jelenleg a Derby County játékosa.

## Statisztika

### A válogatottban
(2016. június 10. szerint.)
| Válogatott | Szezon   | Mérkőzés | Gól |
| ---------- | -------- | -------- | --- |
| Írország   | 2014     | 1        | 0   |
| Írország   | 2015     | 2        | 1   |
| Írország   | 2016     | 2        | 0   |
| Összesen   | Összesen | 6        | 1   |